# ينفوخية
الينفوخية أو الفقلية (الاسم العلمي: Tetraodontidae) هي فصيلة من الأسماك تتبع رتبة ينفوخيات الشكل من طائفة شعاعيات الزعانف.
هي واحدة من أكثر أنواع الأسماك خطورة علي سطح الأرض، حيث يعد سم هذه السمكة من أكثر السموم فتكاً وقدرة علي القتل في العالم، يمكن أن يقتل هذا  السم شديد السمية الإنسان في دقائق معدودة.
وتعد ثاني أكثر الفقاريات سمية علي مستوي العالم، تحتوي أغلب أنواع هذه الاسماك على سم يسمي رباعي الأرجل، وهو سام بمقدار 1200 ضعف سمية سم السيانيد. لا يوجد مصل لعلاج سم هذه السمكة، يحب بعض الشعوب الآسيوية مثل اليابانيين والصينيين أكل أطباق هذه الأسماك وتعتبر من الوجبات المفضلة لديهم.

## أسر
- الينفوخاوات

## أجناس
- الينفوخ